# Brigitte Helm
Brigitte Helm, egentligen Brigitte Eva Gisela Schittenhelm, född 17 mars 1908 i Berlin i Tyskland, död 11 juni 1996 i Ascona i Schweiz, var en tysk skådespelerska. Hon medverkade 1927-1935 i lite över 35 filmer; den mest kända är Fritz Langs Metropolis (1927). Hon lämnade Tyskland 1935 sedan hon gift om sig med en man med judisk bakgrund, och därmed gjort sig "icke önskvärd" i det Tredje riket. Hon levde sedan avskilt i Ascona resten av sitt liv. 1968 tilldelades hon tyska filmpriset Filmband in Gold. 

## Biografi
Brigitte Helm var dotter till Gretchen Gertrud Martha Schittenhelm (född Tews) och Edwin Alexander Johannes Schittenhelm. Helms första roll var Maria i Metropolis när hon bara var 18 år gammal.
Efter Metropolis gjorde Helm över 30 andra filmer innan hon gick i pension 1935. Några av hennes andra filmer var The Love of Jeanne Ney (1927),  Alraune (1928), L'Argent (1928),  Gloria (1931), The Love of Jeanne Ney Blå Donau (1932),  L'Atlantide (1932) och Guld (1934).
Brigitte Helm övervägdes för titelrollen i Bride of Frankenstein innan Elsa Lanchester fick rollen. Efter att ett 10-årigt kontrakt med UFA löpte ut 1935, gifte sig Helm med sin andra make Dr Hugo Kunheim, en industriman. Helm var inblandad i flera trafikolyckor och fängslades kort. Enligt nazistpartiets presschef Obergruppenführer Otto Dietrichs bok The Hitler I Knew,  såg Adolf Hitler till att anklagelser om dråp mot henne efter en bilolycka lades ner. Helm drog sig tillbaka från filmen för att hon var "äcklad av nazisternas övertagande av filmindustrin".
1935 flyttade hon till Schweiz där hon fick fyra barn med Kunheim. Under sina senare år vägrade hon intervjuer angående sin filmkarriär. 

## Filmografi
- 1927 – Metropolis
- 1928 – Pengar
- 1929 – Den underbara lögnen
- 1932 – Atlantis
- 1932 – Grevinnan av Monte Cristo
- 1933 – Polisens villebråd
- 1934 – Guld
- 1935 – En idealisk äkta man